# BS 7925-2
BS 7925-2 são componente de software de testes padrão.
O padrão foi desenvolvido pelo Partido Testing Standards Trabalho (um grupo voluntário dedicado ao desenvolvimento de novos testes de softwares padrões), patrocinado pela BCS SIGiST, e publicado em agosto de 1998.